# Arteria poplitea
L'arteria poplitea è,dietro all'articolazione del ginocchio, il continuo dell'arteria femorale. Se il ginocchio è flesso ha decorso sinuoso, invece se il ginocchio viene teso risulta retta.

## Decorso
Si estende dal termine del canale degli adduttori, entrando nel compartimento posteriore della gamba, fino all'arcata tendinea del muscolo soleo. 
A questo livello stacca i suoi rami terminali: le arterie tibiale anteriore, e il tronco tibioperoneale, da cui avranno origine l'arteria tibiale posteriore e l'arteria peroniera.
Decorre nella parte posteriore del ginocchio, tra i muscoli semimembranoso e bicipite femorale.

## Rapporti
Anteriormente:
- Piano popliteo del femore
- Capsula articolare del ginocchio

Posteriormente:
- Muscolo semimembranoso (superiormente)
- Muscolo plantare (inferiormente)
- Muscolo gastrocnemio (inferiormente)

Lateralmente:
- Muscolo bicipite femorale
- Condilo laterale del femore
- Vena popolitea
- Nervo tibiale

Medialmente:
- Muscolo semimembranoso (superiormente)
- Condilo mediale del femore
- Muscolo gastrocnemio (inferiormente)
- Vena popolitea
- Nervo tibiale

La vena poplitea, all'origine, è posta dietro e all'esterno dell'arteria omonima, ma distalmente si trova sul suo lato interno. Il nervo tibiale è separato dai vasi, prossimalmente, da tessuto adiposo. Il fascio vascolonervoso è avvolto da una spessa guaina connettivale intorno alla quale sono presenti alcuni linfonodi.